# Kodachrome

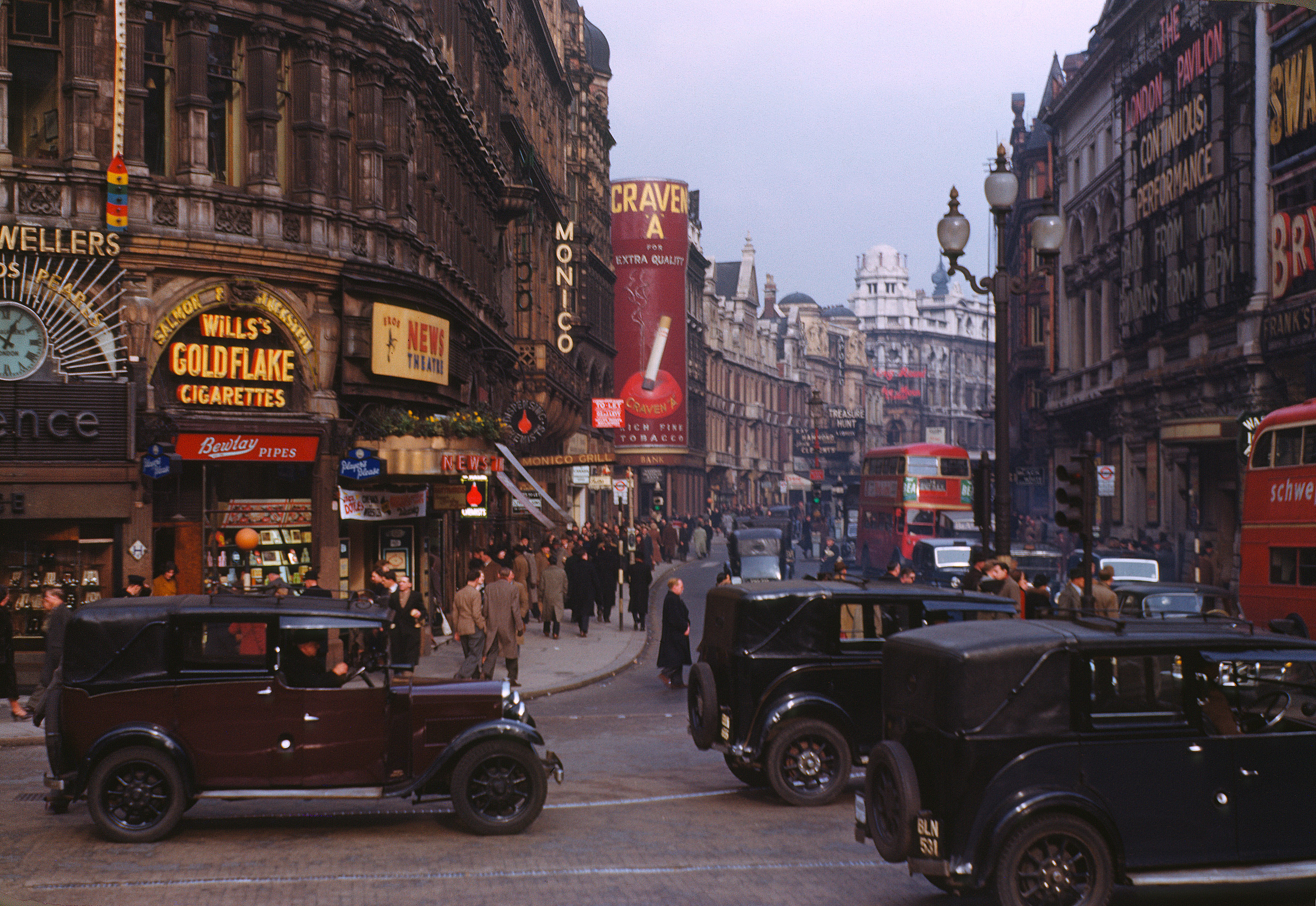
Kodachrome Shaftesbury Avenue z Piccadilly Circus, West End, Londýn cca 1949; foto: Chalmers Butterfield

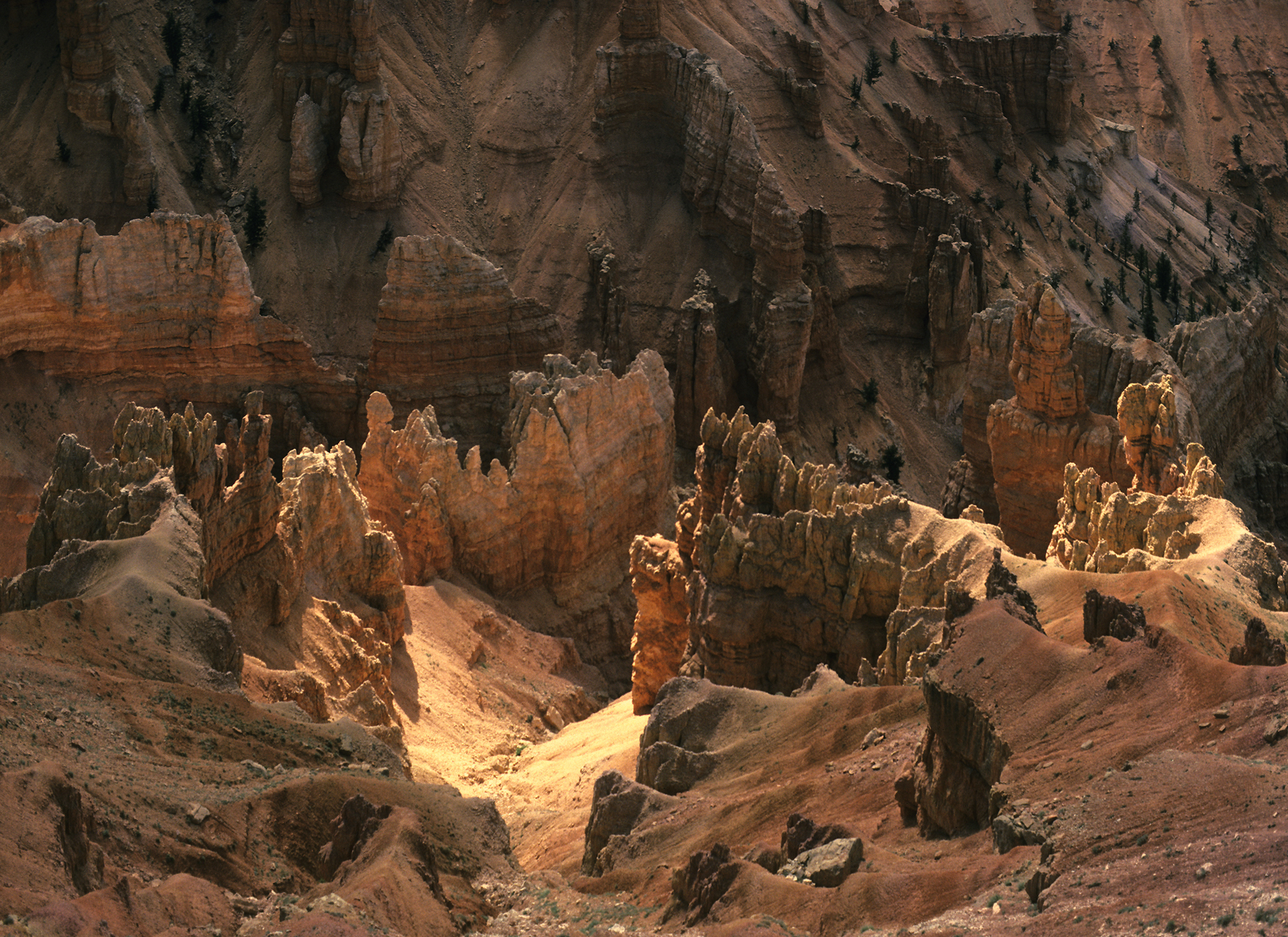
Cedar Breaks National Monument

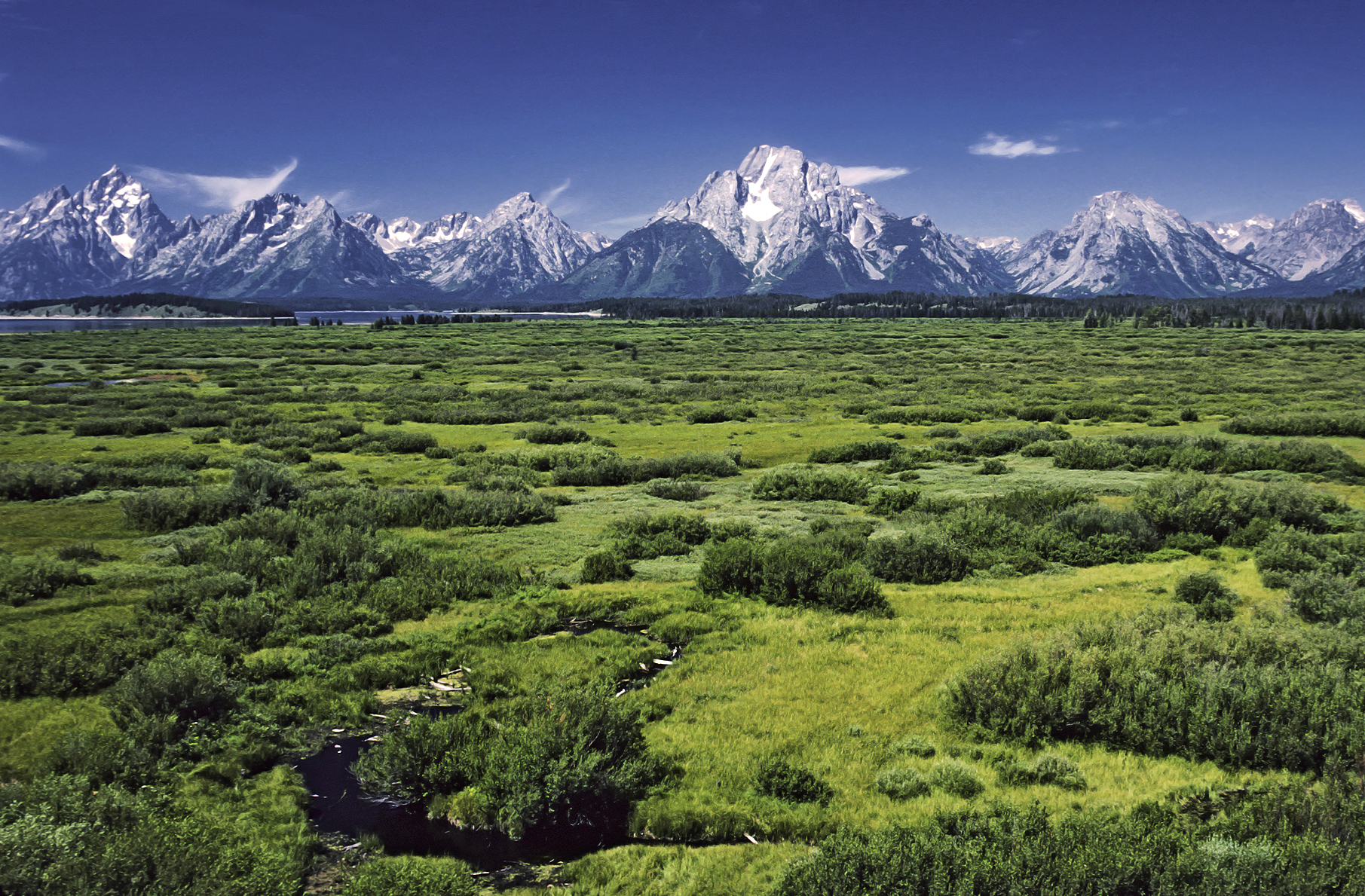
Jackson Lake Lodge

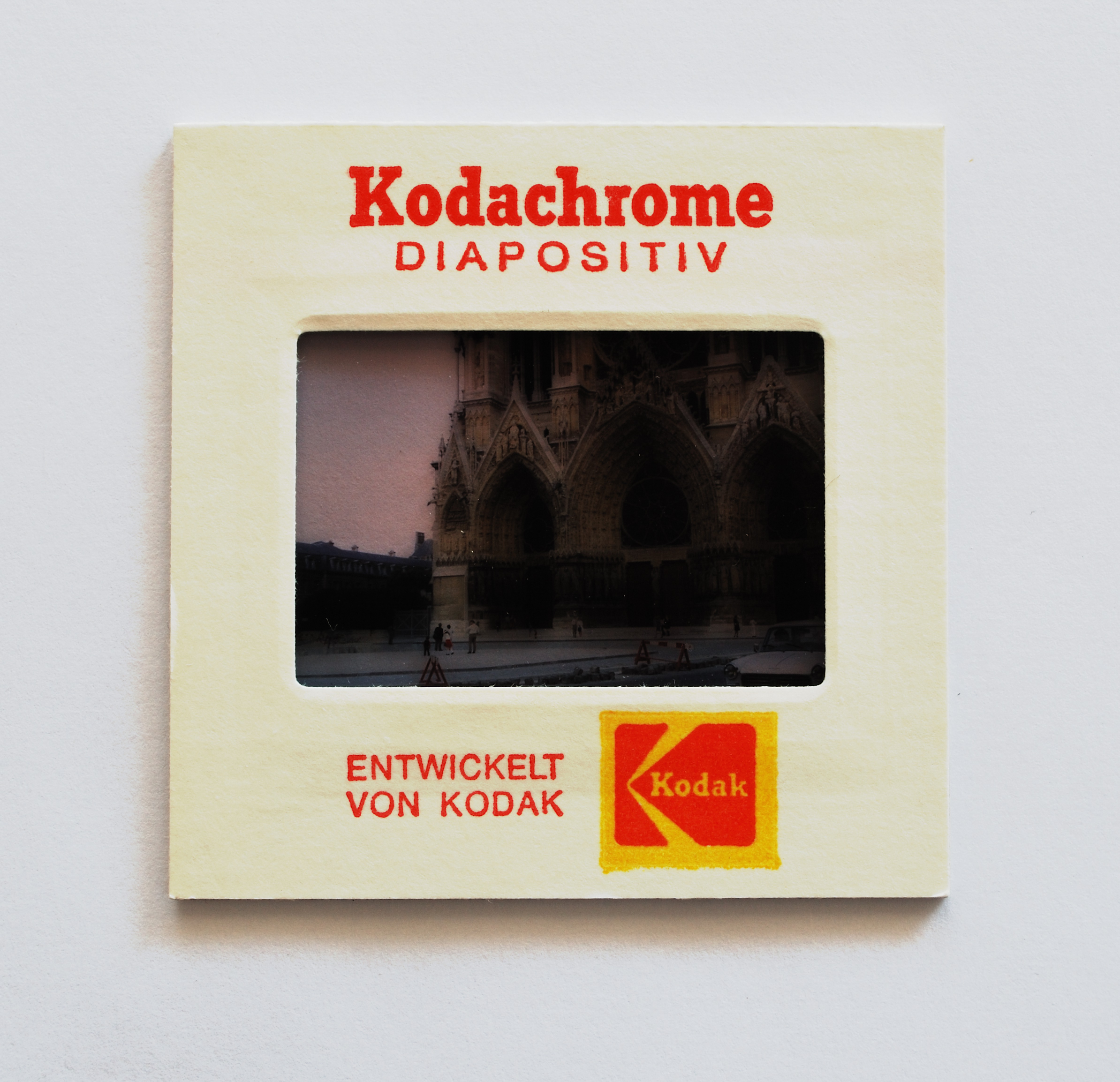
Diarámeček kodachrom

Kodachrome je obchodní značka pro fotografický barevný inverzní film, který vyráběla společnost Eastman Kodak od roku 1935 do 2009. Kodachrome byl první úspěšně masově prodávaný film na trhu na bázi subtraktivní metody, na rozdíl od dřívějších metod "screenplate", jako byly autochrom a Dufaycolor, a zůstal nejstarší značkou barevného filmu. 
Během 74 let výroby byl Kodachrome produkován ve formátu tak, aby vyhovovaly různým formátům fotografie a kinematografie, včetně 8 mm, Super 8, 16 mm, a 35 mm pro filmy a 35 mm, 120, 110, 126, 828 a velkého formátu. Tento systém se po mnoho let používal v profesionální barevné fotografii, a to zejména u obrázků určených k publikaci v tištěných médiích.
Kodachrome vyžaduje komplexní zpracování, které nelze prakticky provádět amatérsky. Kodachrome byl ceněn z důvodu své barevné přesnosti, barevné stálosti a dlouhověkosti. Díky jeho vlastnostem používali Kodachrome fotografové jako například Steve McCurry nebo Alex Webb. McCurry jej například použil pro svůj známý portrét z roku 1984 Šarbat Guly, s názvem Afghánská dívka pro časopis National Geographic. Používala jej společnost Walton Sound and Film Services Ltd ve Velké Británii v roce 1953 jako jediný oficiální 16mm film při korunovaci Jejího Veličenstva královny Alžběty Druhé. Následné pohlednice k prodeji veřejnosti byly také vyrobeny pomocí Kodachromu.
V době digitální fotografie v prvním desetiletí 21. století se poptávka po filmu postupně snižovala, a prodej Kodachromu stále klesal. Dne 22. června 2009 firma Eastman Kodak oznámila ukončení výroby Kodachromu kvůli klesající poptávce. Zůstala pouze jedna jediná certifikovaná laboratoř Kodak: Dwayne's Photo v Parsonsu v Kansasu, která poslední Kodachrome zpracovala 14. července 2010.

## Historie
Kodachrome vynalezli na počátku třicátých let 20. století dva profesionální hudebníci – Leopold Godowsky a Leopold Mannes, přičemž to komentovali, že Kodachrome byl vyroben Bohem a člověkem.
Tomu však předcházelo to, že český vynálezce Karl Schinzel v roce 1905 podal ve Vídni žádost o patent týkající se procesu který nazval „katachromie“ – jednalo se o postup vyvolávání snímků na fotografický materiál se třemi citlivými vrstvami. Během první světové války svůj patent zdokonaloval a konkrétní návrh předložil komisi expertů roku 1922; ta jej však označila za nerealistický. Přesto později Kodak s pomocí výsledků Schinzelova výzkumu uvedl na trh film Kodachrome. Tento vynález se stal po roce 1935 důležitým základem pro výrobu filmů nejen kodachrome, ale i agfacolor. V roce 1936 jej firma Eastman Kodak pozvala na návštěvu továren do Rochesteru, New Yorku a později do Londýna. Po delších vyjednáváních společnost od Schinzela odkoupila za nízkou částku práva k 27 patentům, mj. i patent na barevné vyvíjení s postupnou spektrální expozicí, který byl později označen za převrat ve vývoji fotografie. Schinzel se poté vrátil v nevalné finanční situaci zpět do Opavy. Necelý rok po návratu se Kodak na Schinzela obrátil znovu, aby jej požádal o pomoc při zavádění masové výroby. Schinzel po krátkém váhání souhlasil a během několika měsíců intenzivní práce byly problémy vyřešeny.
Poprvé byl kodachrome komerčně prodáván v roce 1935 jako 16 mm film. V roce 1936 byly dány k dispozici jako 8mm film a jako „slide film“ v obou formátech 35 mm a 828. Kodachrome se nakonec vyráběl v široké škále filmových formátů, včetně 120 a 4x5 a v ISO / ASA hodnotách od 8 do 200.

## Inspirace
V polovině sedmdesátých let byl film tak populární, že o něm zpíval Paul Simon v písni Mama don't take my Kodachrome away.

## Produktové řady

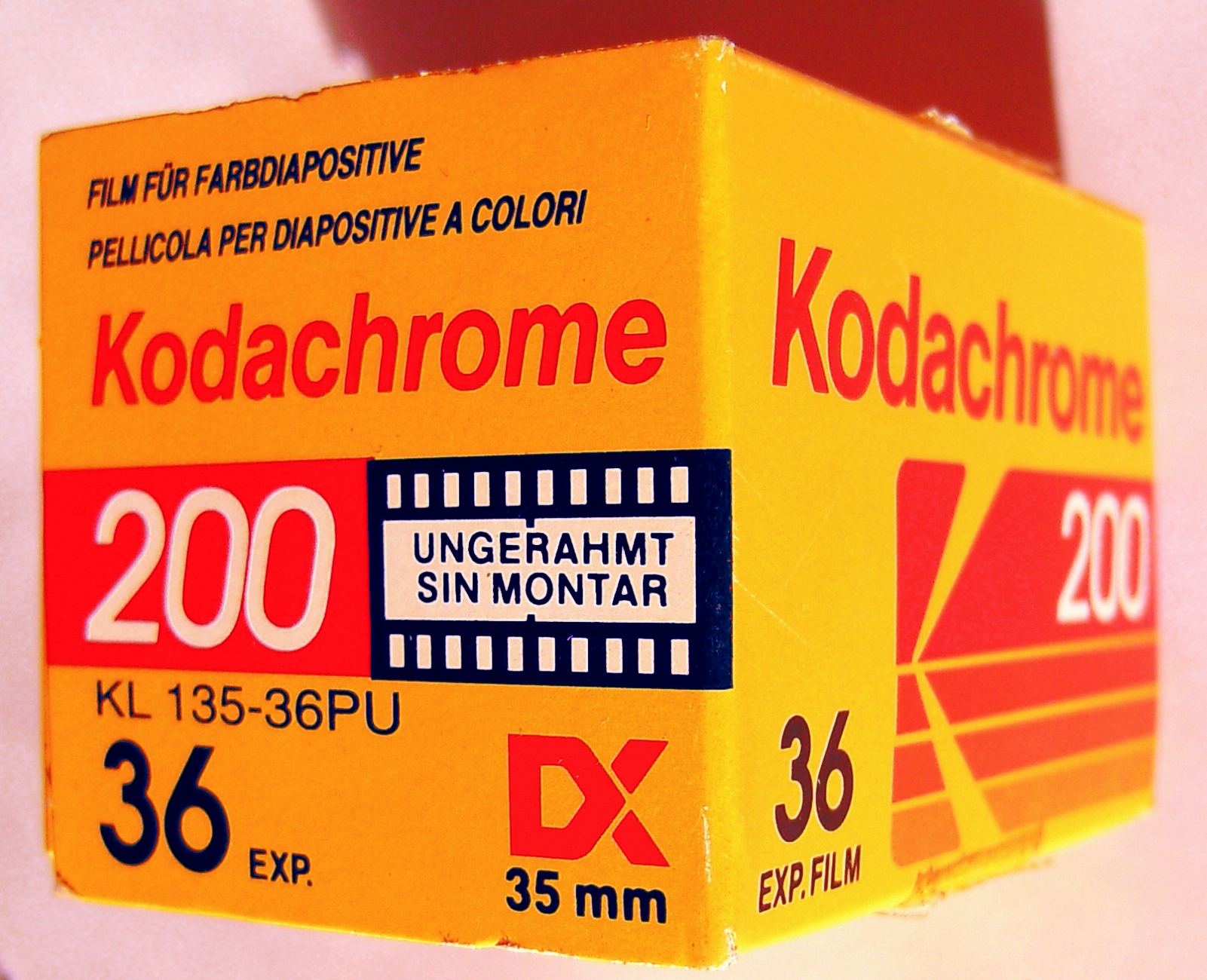
Kodachrome 200

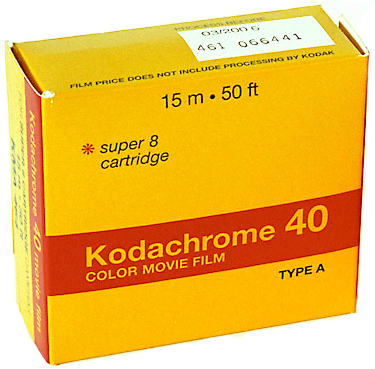
Kodachrome 40A

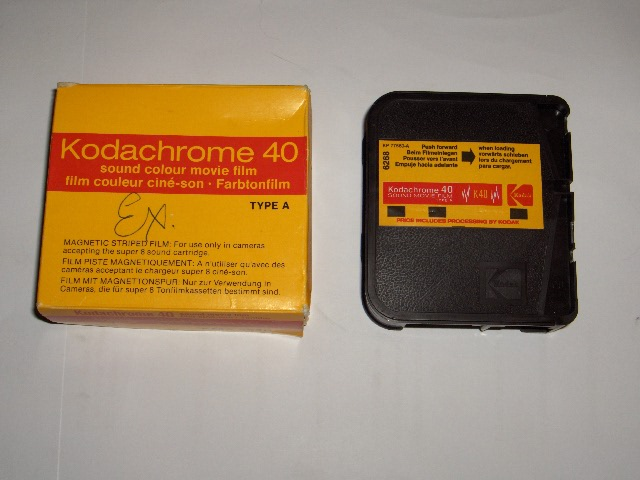
Kodachrome 40 barevný zvukový film

| Film                                  | Film                                         | Date      |
| ------------------------------------- | -------------------------------------------- | --------- |
| Kodachrome film                       | 16 mm, daylight (ASA 10) & Type A (ASA 16)   | 1935–1962 |
| Kodachrome film                       | 8 mm, daylight (ASA 10) & Type A (ASA 16)    | 1936–1962 |
| Kodachrome film                       | 35 mm and 828, daylight & Type A             | 1936–1962 |
| Kodachrome Professional film (sheets) | denlight (ASA 8) and Type B (ASA 10)         | 1938–1951 |
| K-11 process                          |                                              |           |
| Kodachrome film                       | 35 mm and 828, Type F (ASA 12)               | 1955–1962 |
| Kodachrome Professional film          | 35 mm, Type A (ASA 16)                       | 1956–1962 |
| Kodak Color Print Material            | Type D (slide duping film)                   | 1955–1957 |
| K-12 process                          |                                              |           |
| Kodachrome II film                    | 16 mm, daylight (ASA 25) and Type A (ASA 40) | 1961–1974 |
| Kodachrome II film                    | 8 mm, daylight (ASA 25) and Type A (ASA 40)  | 1961–1974 |
| Kodachrome II film                    | S-8, Type A (ASA 40)                         | 1965–1974 |
| Kodachrome II film                    | 35 mm and 828, daylight (ASA 25)             | 1961–1974 |
| Kodachrome II film                    | Professional, 35 mm, Type A (ASA 40)         | 1962–1978 |
| Kodachrome-X film                     | 35 mm (ASA 64)                               | 1962–1974 |
| Kodachrome-X film                     | 126 format                                   | 1963–1974 |
| Kodachrome-X film                     | 110 format                                   | 1972–1974 |
| K-14 process                          |                                              |           |
| Kodachrome 25 film                    | 35 mm, daylight                              | 1974–2001 |
| Kodachrome 25 film                    | Movie film, 16 mm, daylight                  | 1974–2002 |
| Kodachrome 25 film                    | Movie film, 8 mm, daylight                   | 1974–1992 |
| Kodachrome 25 film                    | Professional film, 35 mm, daylight           | 1983–1999 |
| Kodachrome 40 film                    | 35 mm, Type A                                | 1978–1997 |
| Kodachrome 40 film                    | Movie film, 16 mm, Type A                    | 1974–2006 |
| Kodachrome 40 film                    | Movie film, S-8, Type A                      | 1974–2005 |
| Kodachrome 40 film                    | Sound Movie film, S-8, Type A                | 1974–1998 |
| Kodachrome 40 film                    | Movie film, 8 mm, Type A                     | 1974–1992 |
| Kodachrome 64                         | 35 mm, daylight                              | 1974–2009 |
| Kodachrome 64                         | 126 format, daylight                         | 1974–1993 |
| Kodachrome 64                         | 110 format, daylight                         | 1974–1987 |
| Kodachrome 64                         | Professional film, 35 mm, daylight           | 1983–2009 |
| Kodachrome 64                         | Professional film, daylight, 120 format      | 1986–1996 |
| Kodachrome 200                        | Professional film, 35 mm, daylight           | 1986–2004 |
| Kodachrome 200                        | 35 mm, daylight                              | 1988–2007 |

#### Oficiální informace firmy Kodak
- Technical data on Kodachrome 40 movie film
- Kodachrome Discontinuation Notice

#### Další zdroje
- Dwayne's Photo Worldwide Kodachrome processing facility.
- Kodachrome Slide Dating Guide.
- The Kodachrome Project.
- Club by and for Kodachrome users.

Procesy Kodachrome typu K-11 a K-12:
- Film Rescue International Worldwide
- Process C-22 Archivováno 23. 1. 2021 na Wayback Machine. UK and Europe
- Old Film Processing UK and Worldwide